# Mola del Broi
El Mola del Broi és una muntanya de 351 metres que es troba entre els municipis de Miravet, a la comarca de la Ribera d'Ebre i d'El Pinell de Brai, a la comarca del Terra Alta.